# Détroit de Fury et Hecla
Le détroit de Fury et Hecla est un détroit de l'Océan Arctique reliant le bassin de Foxe et le golfe de Boothia dans le Nunavut au Canada. Il sépare donc le continent nord-américain (péninsule de Melville), au sud, de l'île de Baffin, au nord. Il porte le nom des deux navires de la Royal Navy, le HMS Fury et le HMS Hecla qui participèrent à sa découverte en 1821, le premier était commandé par William Edward Parry.
Le chenal fait 130 km de long sur 15 à 25 km de large, lesquels se réduisent à 1 900 m à son goulet le plus étroit. Pris par les glaces la majeure partie de l'année, il ne permet pas actuellement la navigation.